# Сектор Агропекуарио де ла Ескуела Секундарија Текника Нумеро 11 (Пабељон де Артеага)
Сектор Агропекуарио де ла Ескуела Секундарија Текника Нумеро 11 (шп. Sector Agropecuario de la Escuela Secundaria Técnica Numero 11) насеље је у Мексику у савезној држави Агваскалијентес у општини Пабељон де Артеага. Насеље се налази на надморској висини од 1889 м.

## Становништво
Према подацима из 2010. године у насељу је живело 16 становника.

### Хронологија
| Година       | 2000 | 2005 | 2010 |
| ------------ | ---- | ---- | ---- |
| Становништво | 8    | 7    | 16   |

### Попис
| # | Индикатор                     | Вредност |
| - | ----------------------------- | -------- |
| 1 | Укупно домаћинстава           | 2        |
| 2 | Укупно насељених домаћинстава | 2        |
| 3 | Величина локације             | 1        |